# فمیلی فیود
فمیلی فیود (انگلیسی: Family Feud) یک مسابقه تلویزیونی محبوب بازی آمریکایی است که توسط مارک گودسون ساخته شده است. در هر قسمت، دو خانواده برای حدس زدن محبوب‌ترین پاسخ‌ها به سؤالات نظرسنجی با یکدیگر رقابت می‌کنند تا پول نقد و جوایز را برنده شوند. این برنامه در طول سال‌ها اجراهای متعددی داشته و به یکی از پرطرفدارترین برنامه‌های تلویزیونی در ایالات متحده و سراسر جهان تبدیل شده است.

## تاریخچه و اجراهای مختلف
این برنامه سه دوره اجرای مجزا داشته است. اولین دوره از سال ۱۹۷۶ تا ۱۹۸۵ در شرکت پخش رسانه‌ای آمریکا پخش شد و ریچارد داوسون مجری آن بود. در سال ۱۹۸۷ این برنامه در سی‌بی‌اس احیا شد و از سال ۱۹۸۸ تا ۱۹۹۴ با اجرای ری کومبز و سپس تا سال ۱۹۹۵ با بازگشت داوسون ادامه یافت. از سال ۱۹۹۹، فمیلی فیود دوباره احیا شد و تاکنون با چهار مجری مختلف از جمله لویی اندرسون، ریچارد کارن، جان اوهارلی و استیو هاروی به کار خود ادامه داده است. استیو هاروی از سال ۲۰۱۰ مجری برنامه است و توانسته آن را به اوج محبوبیت خود برساند.

## محبوبیت و موفقیت
نسخه اصلی فمیلی فیود در عرض یک سال پس از آغاز به کار، به محبوب‌ترین برنامه بازی در تلویزیون روز تبدیل شد. با این حال، با تغییر عادات تماشای تلویزیون، رتبه‌بندی آن کاهش یافت. اما با روی کار آمدن استیو هاروی به عنوان مجری در سال ۲۰۱۰، رتبه‌بندی نیلسن به‌طور قابل توجهی افزایش یافت و این برنامه به یکی از سه برنامه تلویزیونی برتر در ایالات متحده تبدیل شد. هاروی همچنین از نظر مدت زمان اجرا، از تمام مجریان قبلی پیشی گرفته است.

## نسخه‌های بین‌المللی و فرمت‌های دیگر
این برنامه اقتباس‌های منطقه‌ای متعددی در بیش از ۵۰ بازار بین‌المللی خارج از ایالات متحده داشته است. قسمت‌های تکراری با اجرای استیو هاروی در Game Show Network پخش می‌شوند، در حالی که نسخه‌های قدیمی‌تر در BUZZR و Pluto TV در دسترس هستند. علاوه بر برنامه‌های تلویزیونی، نسخه‌های خانگی متعددی در قالب بازی‌های رومیزی، فیلم‌های تعاملی و بازی‌های ویدیویی نیز تولید شده‌اند.

## نحوه بازی
در فمیلی فیود، دو خانواده که هر کدام از پنج عضو (در فصل ۹۵–۱۹۹۴ به چهار نفر کاهش یافت) تشکیل شده‌اند، برای حدس زدن پاسخ سوالات نظرسنجی با یکدیگر رقابت می‌کنند. هر دور با یک «رویارویی» (face-off) آغاز می‌شود که یک رقابت بین دو شرکت‌کننده حریف است. مجری یک سؤال نظرسنجی را که قبلاً از ۱۰۰ نفر پرسیده شده، مطرح می‌کند و شرکت‌کنندگان باید محبوب‌ترین پاسخ‌ها را حدس بزنند. پاسخ‌ها بر اساس محبوبیت مرتب شده و روی تخته نمایش داده می‌شوند.

## امتیازدهی و استراتژی
خانواده‌ای که در رویارویی برنده می‌شود، می‌تواند بازی را ادامه دهد یا کنترل را به حریفان واگذار کند. خانواده‌ای که کنترل سؤال را در دست دارد، سعی می‌کند با حدس زدن تمام پاسخ‌های پنهان باقی‌مانده، دور را برنده شود. دادن پاسخ اشتباه یا عدم پاسخگویی در سه ثانیه منجر به یک خطا می‌شود. پس از سه خطا، خانواده حریف یک فرصت برای «دزدیدن» امتیازات دور با حدس زدن یکی از پاسخ‌های باقی‌مانده را پیدا می‌کند. پاسخ‌ها بر اساس تعداد افرادی که در نظرسنجی به آنها پاسخ داده‌اند، امتیاز می‌گیرند.

## برنده شدن در بازی اصلی
برای بیشتر مدت زمان پخش برنامه، اولین تیمی که به امتیاز مشخصی (معمولاً ۳۰۰ امتیاز) می‌رسید، برنده بازی می‌شد. با این حال، در طول سال‌ها استثنائاتی نیز وجود داشته است. از سال ۱۹۹۹ تا ۲۰۰۳، خانواده‌ای که پس از چهار دور بازی بیشترین امتیاز را داشت، برنده می‌شد. در سری فعلی، هدف ۳۰۰ امتیاز در سال ۲۰۰۳ بازگردانده شد، اما فرمت چهار دور حفظ شده است. اگر هیچ خانواده‌ای پس از چهار دور به ۳۰۰ امتیاز نرسد، یک سؤال اضافی با ارزش سه برابر به عنوان «مرگ ناگهانی» (sudden death) بازی می‌شود.

## دور جایزه
در پایان بازی اصلی، خانواده برنده دو عضو را برای بازی در دور جایزه به نام Fast Money انتخاب می‌کند. یکی از شرکت‌کنندگان روی صحنه با مجری است، در حالی که دیگری در پشت صحنه با هدفون قرار می‌گیرد. شرکت‌کننده اول پنج سؤال نظرسنجی سریع را در مدت زمان تعیین شده (در ابتدا ۱۵ ثانیه، سپس ۲۰ ثانیه) پاسخ می‌دهد. پس از آن، شرکت‌کننده دوم همان پنج سؤال را با زمان اضافی (در ابتدا ۲۰ ثانیه، سپس ۲۵ ثانیه) پاسخ می‌دهد. اگر دو شرکت‌کننده مجموعاً ۲۰۰ امتیاز یا بیشتر کسب کنند، خانواده برنده جایزه نقدی می‌شود؛ در غیر این صورت، به ازای هر امتیاز ۵ دلار دریافت می‌کنند. جایزه نقدی Fast Money در طول سال‌ها متفاوت بوده و در حال حاضر ۲۰٬۰۰۰ دلار است.